# Розели (Фрозиноне)
Розели је насеље у Италији у округу Фрозиноне, региону Лацио.
Према процени из 2011. у насељу је живело 186 становника. Насеље се налази на надморској висини од 423 м.